# استباحة بلجيكا

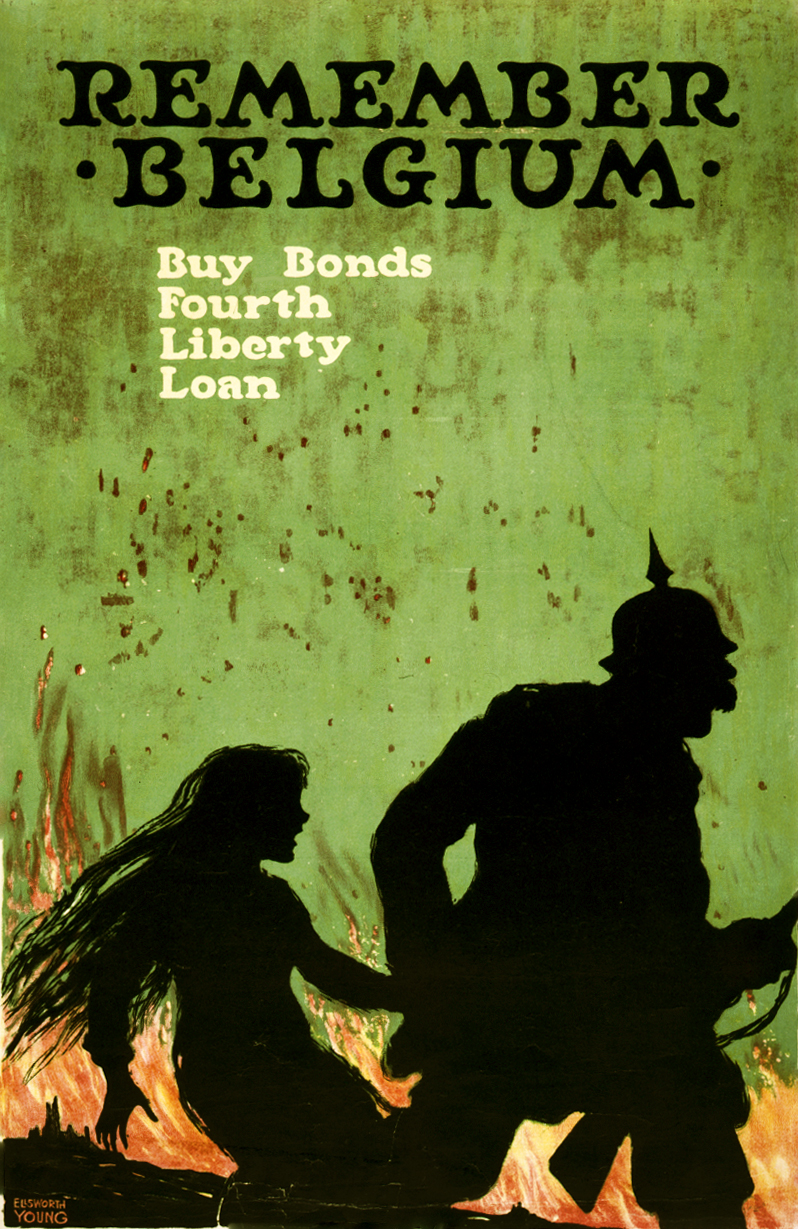

يُقصد باستباحة بلجيكا أو اغتصاب بلجيكا إساءة المعاملة الألمانية للمدنيين أثناء غزو واحتلال بلجيكا خلال الحرب العالمية الأولى.
كانت معاهدة لندن (1839) التي وقعتها بروسيا؛ قد ضمنت حياد بلجيكا. غير أن خطة شلفين الألمانية اقتضت مرور القوات المسلحة الألمانية عبر بلجيكا (منتهكة بذلك حياد بلجيكا)، وذلك من أجل تطويق الجيش الفرنسي المتمركز في شرق فرنسا. رفض المستشار الألماني تيوبالت فون بتمان هولفيغ المعاهدة باعتبارها «قصاصة ورق». ارتكب الجيش الألماني، خلال بدايات الحرب، العديد من الاعتداءات الوحشية ضد السكان المدنيين في بلجيكا، وقد تضمن ذلك تدمير الممتلكات المدنية؛ ومقتل نحو 6000 بلجيكي، ووفاة نحو 17,700 شخص جراء الطرد والترحيل والسجن، أو الإعدامات التي قامت بها المحاكم. لقي نحو 3000 مدني بلجيكي حتفهم نتيجة للسياجات الكهربائية التي وضعها الجيش الألماني بغرض منع المدنيين من الفرار من البلاد، وصار نحو 120,000 من البلجيكيين عمالًا بالسخرة، ورُحِّل نصفهم إلى ألمانيا. وفي عام 1914 فقط، دُمر نحو 25,000 منزل ومبنى في 837 بلدة، وفرّ نحو 1.5 مليون بلجيكي (20% من مجموع السكان) هاربين من الجيش الألماني الغازي.

## جرائم الحرب
هناك أدلة في بعض الأماكن، خاصة في مدينة لياج، وأندن، ولوفان، وعلى الأخص في مدينة دينانت، على أن العنف ضد المدنيين كان مقصودًا ومدبرًا. بيد أنه في مدينة دينانت، اعتقد الجيش الألماني أن سكان المدينة خطرون مثلهم مثل الجنود الفرنسيين.

### الضحايا من المدنيين
قامت القوات الألمانية، خوفًا من مقاتلي حرب العصابات البلجيكيين، فرانكس تايررس (وتعني حرفيًا: «المسلحين الأحرار»)، بإحراق المنازل وإعدام المدنيين في جميع أنحاء شرق ووسط بلجيكا، وقد تضمن ذلك مقتل نحو (156 قتيلًا) في مدينة أرشوت، و(211 قتيلًا) في أندن، و(383 قتيلًا) في تامينس، و(674 قتيلًا) في دينانت. كان من بين الضحايا رجال ونساء وأطفال. وفي مقاطعة برابانت، أُمرت الراهبات بخلع ملابسهن بذريعة أنهن جواسيس أو رجال متنكرين. ومع ذلك، لا يوجد دليل على أن الراهبات قد تعرضن للاغتصاب. في مدينة أرشوت وما حولها، بين التاسع عشر من أغسطس واستعادة المدينة من جديد بحلول التاسع من سبتمبر، تعرضت النساء للإيذاء على نحو متكرر. كان الاغتصاب، مثله مثل القتل والحرق العمد والنهب، في كل مكان تقريبًا، وإن لم يكن ظاهرًا بنفس القدر.

### نهب لوفان
في 25 أغسطس 1914، نهب الجيش الألماني مدينة لوفان، وقام عن عمد، بإحراق مكتبة الجامعة التي تضم نحو 300,000 كتاب ومخطوطة من القرون الوسطى، وقتل نحو 248 من السكان، وطرد نحو 10,000 شخص. أضرم الجيش الألماني النيران في منازل المدنيين، وفي كثير من الأحيان، أطلقوا النار على المواطنين حيثما كانوا. دُمر أكثر من 2000 مبنى، ونُهبت كميات كبيرة من المواد الاستراتيجية والمواد الغذائية والمعدات الصناعية الحديثة؛ ومن ثم نُقلت إلى ألمانيا خلال عام 1914. أدت هذه الأعمال إلى صدور إدانات من جميع أنحاء العالم. (وقعت أيضًا، في أثناء الفوضى، عدة حوادث إطلاق نيران صديقة بين مجموعات الجنود الألمان)

### الخسائر في الأرواح
كان الألمان مسؤولين عن مقتل نحو 23,700 من المدنيين البلجيكيين (6000 قُتلوا، و17,700 تُوفوا أثناء عمليات الطرد والترحيل والسجن أو الحكم بالإعدام من قبل المحاكم)، وقد تسببوا في المزيد من الخسائر التي شملت نحو 10,400 حالة إصابة بعجز دائم ونحو 22,700 حالة إصابة بعجز مؤقت، وتحويل نحو 18,296 طفلًا إلى يتامى حرب. فيما يخص الخسائر العسكرية، قُتل نحو 26,338، أو تُوفوا متأثرين بإصابات أو حوادث، وتُوفي نحو 14,029 متأثرين بالمرض أو ذهبوا في عداد المفقودين.

## تفكيك القطاعات الصناعية
قامت الكثير من الشركات بتسريح العمال؛ نظرًا لنضوب المواد الخام التي تُستورد عادة من الخارج. أصبحت البطالة مشكلة رئيسية، وتزايد الاعتماد على الأعمال الخيرية التي توزعها المؤسسات والمنظمات المدنية. بلغ عدد العاطلين عن العمل، بين عامي 1915 و1918، نحو 650,000 عاطل.
استغلت السلطات الألمانية أزمة البطالة لنهب الآلات الصناعية من المصانع البلجيكية، ونقلها إلى ألمانيا على صورتها أو بعد صهرها. أدت السياسات الألمانية التي سنتها الحكومة العامة الإمبراطورية الألمانية في بلجيكا؛ إلى مشاكل كبرى في وقت لاحق أمام الانتعاش الاقتصادي البلجيكي بعد نهاية الحرب، فقد دمر الألمان الاقتصاد البلجيكي تدميرًا كاملًا، وذلك عبر تفكيك القطاعات الصناعية ونقل المعدات والآلات إلى ألمانيا إلى الحد الذي جعل بلجيكا غيرة قادرة على استعادة مستوياتها الصناعية قبل الحرب.

## التداعيات

### تحليل لاحق
في عشرينيات القرن العشرين، كانت جرائم الحرب التي ارتُكبت في أغسطس 1914 كثيرًا ما تُرفَض باعتبارها أكاذيب بريطانية. في السنوات الأخيرة، درس العديد من العلماء الوثائق الأصلية وخلصوا إلى أن فظائع واسعة النطاق قد ارتُكبت بالفعل، مع الاعتراف بوجود روايات أخرى ملفَّقة. يُوجد جدال بين أولئك الذين يعتقدون بأن الجيش الألماني كان يتصرف، على نحو رئيسي، بدافع من جنون الارتياب؛ انتقامًا من حوادث حقيقية أو مفترضة تنطوي على أعمال مقاومة من جانب المدنيين البلجيكيين، وأولئك (ومنهم ليبكس) الذين يؤكدون على وجود أسباب إضافية، تشير إلى وجود ارتباط بالتصرفات والأفعال الألمانية في الحقبة النازية.
وفقًا لاري زوكرمان، فإن الاحتلال الألماني قد تجاوز -على نحو كبير- القيود التي يفرضها القانون الدولي على سلطة الاحتلال. فقد سعت الإدارة العسكرية الألمانية الجائرة إلى تنظيم كل تفاصيل الحياة اليومية، سواء على المستوى الشخصي؛ بإجراء العقاب الجماعي وفرض القيود على السفر، أو على المستوى الاقتصادي عبر تسخير الصناعة البلجيكية لصالح ألمانيا وبفرض تعويضات ضخمة متكررة على المقاطعات البلجيكية. قبل الحرب، كانت بلجيكا تساهم بنحو 4.4% في التجارة العالمية، ولكن الألمان دمروا الاقتصاد البلجيكي تدميرًا كاملًا، عبر تفكيك القطاعات الصناعية ونقل المعدات والآلات إلى ألمانيا، إلى الحد الذي جعل بلجيكا غيرة قادرة على استعادة مستوياتها الصناعية قبل الحرب. رُحِّل أكثر من 100,000 عامل بلجيكي قسرًا إلى ألمانيا للعمل في اقتصاد الحرب، وإلى شمال فرنسا لإنشاء الطرق وغيرها من أعمال البنية التحتية العسكرية للجيش الألماني.

## الإرث
في مراسم حفل أُقيم يوم 6 مايو 2001 في مدينة دينانت البلجيكية، حضره وزير الدفاع البلجيكي أندري فلاهاوت، وقدامى المحاربين في الحرب العالمية الثانية، وسفراء ألمانيا وفرنسا وبريطانيا، اعتذر رسميًا وزير الدولة لوزارة الدفاع الألمانية، والتر كولبو، عن المذبحة التي راح ضحيتها 674 مدنيًا، والتي وقعت في 23 أغسطس 1914 في أعقاب معركة دينانت:
«علينا أن نعترف بالمظالم التي ارتُكبت، وأن نلتمس المغفرة والصفح. هذا ما أفعله اليوم بإيمان عميق. أعتذر لكم جميعًا عن الظلم الذي ارتكبه الألمان في هذه البلدة».
وضع السيد كولبو إكليلًا من الزهر، وانحنى أمام نصب تذكاري للضحايا، يحمل نقشًا: شهداء دينانت الـ674، ضحايا أبرياء للبربرية الألمانية.